# Sacha Pitoëff
Sacha Pitoëff (11 de marzo de 1920 - 21 de julio de 1990) fue un actor teatral, cinematográfico y televisivo, y también director teatral, de nacionalidad francesa. Fue conocido por su legendaria actuación en la obra teatral Enrique IV, de Luigi Pirandello.

## Biografía
Su verdadero nombre era Alexandre Pitoëff, y nació en Ginebra, Suiza, siendo sus padres Georges Pitoëff y Ludmilla Pitoëff. Notable por su físico demacrado y por su delgadez, Sacha Pitoëff tenía también una dicción singular y una voz grave que le llevaron a menudo a interpretar personajes inquietantes en el límite de la locura (su físico le daba parecido con Laurent Terzieff, con el cual era a veces confundido). 
Figura del teatro parisino de los años 1960, creó una compañía propia con la cual llevó a escena textos de Jean Genet, Eugène Ionesco, Hugo Claus, Robert Musil, Anna Langfus, etc., tomando también parte del repertorio de su padre, y destacando sus representaciones de piezas de Antón Chéjov como La gaviota, con Romy Schneider, Tío Vania, y Las tres hermanas, en el Teatro de l'Œuvre. Desde 1961 a 1967 dirigió el Teatro Moderne, en el que empleó entre otros actores a su esposa, Luce Garcia-Ville, y a Romy Schneider. En 1967 obtuvo su mayor éxito al interpretar y dirigir Enrique IV, de Luigi Pirandello, con Claude Jade en su primer gran papel. 
Debutó en el cine en los años 1950 con la película en episodios de Claude Autant-Lara Les Sept Péchés capitaux. Se vio encasillado en papeles de reparto en cintas de espionaje, o como intérprete de asesinos, como fue el caso de su papel de John Felton en Les Trois Mousquetaires, de Bernard Borderie. De sus actuaciones cinematográficas destacan su papel como « M », personaje enigmático del film El año pasado en Marienbad, de Alain Resnais ; Jean Frédéric Joliot-Curie en ¿Arde París?, de René Clément ; o el primer ministro en Peau d'âne, de Jacques Demy.
En las décadas de 1960 y 1970 trabajó en la televisión francesa, en producciones como La Poupée sanglante, de Marcel Cravenne, o haciendo papeles de reparto como en Arsène Lupin. Hacia el final de su carrera también actuó en producciones cinematográficas del género de terror, entre ellas Inferno.
Acentuando su leyenda de actor incontrolable, Pitoëff sufrió profundas crisis depresivas al final de su vida, debiendo renunciar al teatro y al cine. Además de su carrera interpretativa, Sacha Pitoëff fue también profesor de la École d'art dramatique de la rue Blanche (actual ENSATT), en la cual tuvo como alumnos a Gérard Depardieu, Jean-Roger Milo, Jean-Pierre Thiercelin, o Niels Arestrup.
Sacha Pitoëff falleció en París, Francia, en 1990. Fue enterrado en el Cementerio de Thiais.

## Filmografía

### Cine
| - 1951 : Les Sept Péchés capitaux, de Claude Autant-Lara, sketch : L'Orgueil - 1951 : Le Paradis retrouvé - corto - - 1953 : Raspoutine, de Georges Combret - 1956 : La Polka des menottes, de Raoul André - 1957 : Anastasia, de Anatole Litvak - 1957 : Les Espions, de Henri-Georges Clouzot - 1958 : Cette nuit-là, de Maurice Cazeneuve - 1958 : Le Joueur, de Claude Autant-Lara - 1958 : A Tale of Two Cities, de Ralph Thomas - 1960 : Bouche cousue, de Jean Boyer - 1960 : Le Capitaine Fracasse - 1961 : El año pasado en Marienbad, de Alain Resnais - 1961 : Les Trois Mousquetaires, de Bernard Borderie - 1962 : La Poupée, de Jacques Baratier - 1962 : La Dénonciation, de Jacques Doniol-Valcroze - 1963 : The Prize, de Mark Robson | - 1965 : ¿Arde París?, de René Clément - 1966 : Lady L, de Peter Ustinov - 1967 : La Louve solitaire, de Edouard Logereau - 1967 : La noche de los generales, de Anatol Litvak - 1967 : L'Écume des jours, de Charles Belmont - 1967 : Lagardère - 1969 : Les Chemins de Katmandou, de André Cayatte - 1970 : Peau d'âne, de Jacques Demy - 1970 : Le Bal du comte d'Orgel, de Marc Allégret - 1971 : To catch a spy, de Dick Clément - 1972 : Le Journal d'un suicidé, de Stanislav Stanojevic - 1974 : La guerre du pétrole n'aura pas lieu, de Souheil Ben Barka - 1978 : Le Dossier 51, de Michel Deville (voz) - 1978 : Souffle, de Bernard Pastor - corto, voz - - 1979 : Inferno, de Dario Argento - 1979 : Subversion, de Stanislav Stanojevic - 1980 : Patrick vive encora, de Mario Landi |

### Televisión
- 1955 -  1957 : Captain Gallant of the Foreign Legion, de Jean Yarbrough
- 1966 : Bonne nuit les petits, de Claude Laydu
- 1967 :  Enrique IV, de Luigi Pirandello
- 1967 : Au théâtre ce soir : Le Système Fabrizzi, de Albert Husson, escenografía de Sacha Pitoëff, dirección de Pierre Sabbagh, Teatro Marigny
- 1967 : Lagardère
- 1969 : Une soirée au bungalow, de Lazare Iglesis
- 1969 : La cravache d'or, de André Michel
- 1970 : Le Fauteuil hanté, de Pierre Bureau
- 1970 : Lancelot du Lac, de Claude Santelli
- 1972 : Schulmeister, espion de l'empereur, de Jean-Pierre Decourt
- 1972 : Como gustéis, de Agnès Delarive
- 1974 : Byron, libèrateur de la Grèce ou le jardin des héros, de Pierre Bureau
- 1973 : Incident à Vichy, de Jean Allaert
- 1974 : Arsène Lupin, de Jean-Pierre Desagnat
- 1973 : Antígona, de Stellio Lorenzi
- 1974 : Des Lauriers pour Lilas, de Claude Grinberg
- 1975 : Les Grands Détectives, de Tony Flaadt, episodio Mission secrète
- 1976 : La Poupée sanglante, de Marcel Cravenne
- 1976 :  Los vengadores, de Albert Fennell y Brian Clemens
  - K for Kill : 1ª parte The Tiger Awakes
  - 2ª parte Tiger for Tail
- 1977 : Barry of the Great St Bernard, de Frank Zuniga
- 1979 : La Maréchale d'Ancre, de Jean Kerchbron
- 1980 : Louis XI, un seul roi pour la France de Jean-Claude Lubtchansky
- 1981 : Les Amours des années folles, episodio La Femme qui travaille, de Marion Sarraut

## Teatro

### Actor
- 1939 : Un enemigo del pueblo, de Henrik Ibsen, escenografía de Georges Pitoëff, Teatro des Mathurins
- 1939 : La dama de las camelias, de Alexandre Dumas (hijo), escenografía de Georges Pitoëff, Teatro des Mathurins
- 1953 : Le Gardien des oiseaux, de François Aman-Jean, escenografía de Sacha Pitoëff, Teatro des Noctambules
- 1951 : Vogue la galère, de Marcel Aymé, escenografía de Georges Douking, Teatro de la Madeleine
- 1955 : Andréa ou la fiancée du matin, de Hugo Claus, escenografía de Sacha Pitoëff, Teatro de l'Œuvre
- 1955 : Las tres hermanas, de Antón Chéjov, escenografía de Sacha Pitoëff, Teatro de l'Œuvre
- 1956 : Los bajos fondos, de Máximo Gorki, escenografía de Sacha Pitoëff, Teatro de l'Œuvre
- 1959 : Tío Vania, de Antón Chéjov, escenografía de Sacha Pitoëff, Teatro de los Campos Elíseos
- 1960 : Las tres hermanas, de Antón Chéjov, escenografía de Sacha Pitoëff, Teatro de la Alliance française
- 1961 : La gaviota, de Antón Chéjov, escenografía de Sacha Pitoëff, Teatro Moderne
- 1962 : Ivanov, de Antón Chéjov, escenografía de Sacha Pitoëff, Teatro Moderne
- 1963 : Le Système Fabrizzi, de Albert Husson, escenografía de Sacha Pitoëff, Teatro Moderne
- 1964 : Tío Vania, de Antón Chéjov, escenografía de Sacha Pitoëff, Teatro Moderne
- 1965 : El jardín de los cerezos, de Antón Chéjov, escenografía de Sacha Pitoëff, Teatro Moderne
- 1967 : La gaviota, de Antón Chéjov, escenografía de Sacha Pitoëff, Teatro Moderne
- 1967 : Enrique IV, de Luigi Pirandello, escenografía de Sacha Pitoëff, Teatro Moderne
- 1968 : Enrique IV, de Luigi Pirandello, escenografía de Sacha Pitoëff, Teatro Moderne
- 1969 : Tío Vania, de Antón Chéjov, escenografía de Sacha Pitoëff, Teatro Moderne
- 1969 : The Caretaker, de Harold Pinter, escenografía de Jean-Laurent Cochet, Teatro Moderne
- 1970 : Enrique IV, de Luigi Pirandello, escenografía de Sacha Pitoëff
- 1971 : The Caretaker, de Harold Pinter, escenografía de Jean-Laurent Cochet, Teatro des Célestins, Galas Herbert-Karsenty
- 1972 : L'Impromptu de Paris, de Jean Giraudoux, escenografía de Edmond Tamiz, Festival de Bellac
- 1973 : Le Borgne, de Eduardo Manet, escenografía de Michel Fagadau, Théâtre de l'Athénée
- 1976 : La Tour, de Hugo von Hofmannsthal, escenografía de Antoine Bourseiller, Teatro Récamier

### Director
- 1953 : Trois pièces en un acte, Teatro des Noctambules : 
  - L'Épouse injustement soupçonnée, de Jean Cocteau
  - Le Gardien des oiseaux, de François Aman-Jean
  - Dolorès au balcon, de Edmond Jacquet
- 1955 : Andréa ou la fiancée du matin, de Hugo Claus, Teatro de l'Œuvre
- 1955 : Las tres hermanas, de Antón Chéjov, Teatro de l'Œuvre
- 1956 : Los bajos fondos, de Máximo Gorki, Teatro de l'Œuvre
- 1957 : Ce soir on improvise, de Luigi Pirandello, Teatro de la Alliance française, Théâtre de l'Athénée
- 1959 : Tío Vania, de Antón Chéjov, Teatro de los Campos Elíseos
- 1960 : Las tres hermanas, de Antón Chéjov, Teatro de la Alliance française
- 1961 : La gaviota, de Antón Chéjov, Teatro Moderne
- 1962 : Ivanov, de Antón Chéjov, Teatro Moderne
- 1963 : Le Système Fabrizzi, de Albert Husson, Teatro Moderne
- 1964 : La dama del mar, de Henrik Ibsen, Teatro de l'Œuvre
- 1964 : Tío Vania, de Antón Chéjov, Teatro Moderne
- 1965 : Comme un oiseau, de Ronald Millar y Nigel Balchin, Teatro Antoine
- 1965 : El jardín de los cerezos, de Antón Chéjov, Teatro Moderne
- 1966 : Comment allez-vous ?, de Roger Milner, Teatro Moderne
- 1967 : La gaviota, de Antón Chéjov, Teatro Moderne
- 1967 : Enrique IV, de Luigi Pirandello, Teatro Moderne
- 1968 : Tío Vania, de Antón Chéjov, Teatro Moderne
- 1968 : Le Cygne noir, de Martin Walser, Teatro Moderne
- 1969 : Tío Vania, de Antón Chéjov, Teatro Moderne
- 1970 : Las tres hermanas, de Antón Chéjov, Teatro des Célestins